# Ein Toter hing im Netz
Ein Toter hing im Netz (ook uitgebracht als A Corpse Hangs in the Web, Horrors of Spider Island en enkele andere titels) is een West-Duitse horrorfilm uit 1960.
De film is geregisseerd door Fritz Böttger. Ein Toter hing im Netz vertelt het verhaal van een groep mooie meisjes, die stranden op een onbewoond eiland. Hier woont een monsterachtige, gemuteerde spin. Zijn slachtoffers veranderen zelf in gevaarlijke spin-mensen.
De Amerikaanse versie van Ein Toter hing in Netz is gebruikt in de cultfilm-serie Mystery Science Theater 3000. Deze versie bevindt zich ook in publiek domein.

## Rolverdeling
| Acteur           | Personage      |
| ---------------- | -------------- |
| Alexander D'Arcy | Gary Webster   |
| Rainer Brandt    | Bobby          |
| Walter Faber     | Mike Blackwood |
| Helga Franck     | Georgia        |
| Harald Maresch   | Joe            |
| Helga Neuner     | Ann            |
| Dorothee Parker  | Gladys         |
| Gerry Sammer     | May            |
| Eva Schauland    | Nelly          |
| Helma Vandenberg | Kate           |
| Barbara Valentin | Babs           |
| Elfie Wagner     | Linda          |